# 日立システムズファシリティサービス
株式会社日立システムズファシリティサービス（英: Hitachi Systems Facility Services, Ltd.）は、かつて存在した日立グループの一社で、工事・保守サービス事業をはじめとして、幅広いファシリティサービスの提供を行っていた企業。本社は東京都江東区にあった。

## 沿革
- 1963年（昭和38年）8月 - 東日通信工業株式会社として会社設立[1]
- 1964年（昭和39年）12月 - 日立電子サービス株式会社（現：株式会社日立システムズ）のグループ会社となる[1]
- 1984年（昭和59年）2月 - 東日情報システム株式会社に社名変更[1]
- 1991年（平成 3年）1月 - 東日日立電子サービス株式会社に社名変更[1]
- 2006年（平成18年）4月 - 日立フィールドアンドファシリティサービス株式会社に社名変更[1]
- 2012年（平成24年）4月 - 株式会社日立システムズフィールドアンドファシリティサービスに社名変更[1]
- 2013年（平成25年）7月 - 株式会社日立システムズファシリティサービスに社名変更[1]
- 2017年（平成29年）4月 - 日立システムズ・テクノサービス株式会社（現・株式会社日立システムズフィールドサービス）に全事業を承継[2]
- 2018年（平成30年）4月 - 株式会社日立システムズに吸収合併され解散[3]

## グループ会社
- 株式会社日立システムズフィールドサービス